# 382 av. J.-C.
Cette page concerne l'année 382 av. J.-C. du calendrier julien proleptique.

## Événements
- Printemps : début de la guerre entre Sparte et Olynthe (fin en 379 av. J.-C.)[1]. Acanthe et Apollonia se plaignent à Sparte des Olynthiens qui veulent les faire entrer de force dans la Confédération chalcidienne qu’ils dirigent. La demande du roi de Macédoine Amyntas qui se sent menacé par Olynthe et les négociations entre Olynthe, Thèbes et Athènes, décident la confédération péloponnésienne à intervenir. Durant l’été, Sparte envoie plusieurs contingents en Chalcidique. L’un d’eux, dirigé par Phébidas, se détourne de sa route, occupe la Cadmée et impose le tyran Archias à Thèbes. Le démocrate thébain Isménias, accusé de médisme, est condamné à mort et exécuté.

- 18 juin et 12 décembre : éclipses lunaires observée à Babylone[2].
- 31 juillet du calendrier romain : entrée en charge à Rome de tribuns militaires à pouvoir consulaire : Spurius Papirius Crassus, Lucius Papirius Crassus, Servius Cornelius Maluginensis, Quintus Servilius Fidenas, Caius Sulpicius Peticus (ou Servius Sulpicius Praetextatus), Lucius Aemilius Mamercinus[3]. Préneste appelle les Volsques pour soutenir la révolte des Latins contre Rome : ils prennent la colonie romaine de Satricum ; Rome déclare la guerre à Préneste[4].

## Naissances en -382
- Philippe II de Macédoine.
- Antigone le Borgne.